# Gaitnip Hill
Gaitnip Hill är en kulle i Storbritannien.   Den ligger i kommunen Orkneyöarna och riksdelen Skottland, i den norra delen av landet, 800 km norr om huvudstaden London. Toppen på Gaitnip Hill är 99 meter över havet, eller 59 meter över den omgivande terrängen. Bredden vid basen är 1,7 km.
Terrängen runt Gaitnip Hill är platt. Havet är nära Gaitnip Hill åt sydväst.